# Apheliona variocula
Apheliona variocula är en insektsart som beskrevs av Irena Dworakowska 1994. Apheliona variocula ingår i släktet Apheliona och familjen dvärgstritar. Inga underarter finns listade i Catalogue of Life.